# Aunac
Aunac est une ancienne commune du Sud-Ouest de la France, située dans le département de la Charente (région Nouvelle-Aquitaine). Depuis le 1er janvier 2017, elle est intégrée à la commune nouvelle d'Aunac-sur-Charente.
Ses habitants sont les Aunacois et les Aunacoises.

## Géographie

### Localisation et accès
Aunac est une commune du Nord-Charente située sur la Charente à 7 km au nord de Mansle, 13 km au sud de Ruffec, et à 31 km au nord d'Angoulême.
Aunac est aussi à 7 km au sud de Verteuil.
La N.10 entre Angoulême et Poitiers passe à 4 km à l'ouest. Elle est aménagée en voie express 2x2 voies et on y accède par Bayers, la D 27 et l'échangeur des Maisons Rouges.
La commune, en dehors des grands axes, est traversée par la D 27 qui va de Villefagnan à Chasseneuil, ainsi que les D 102 et D 187.
La gare la plus proche est celle de Luxé (TER vers Angoulême et Poitiers), et la gare TGV d'Angoulême.

### Hameaux et lieux-dits
La commune ne compte qu'un seul hameau important, le Vieil-Aunac, quasiment collé au bourg d'Aunac, à l'est.
Elle compte aussi deux lieux-dits, situés le long de la Charente au pied du bourg : le Moulin d'Aunac et la Féronne.

### Communes limitrophes
| Bayers (Aunac-sur-Charente) | Chenommet (Aunac-sur-Charente) | Couture     |
| Moutonneau                  | Aunac                          | Saint-Front |
| Lichères                    | Mouton                         |             |

### Géologie et relief
Géologiquement, la commune est dans le calcaire du Jurassique du Bassin aquitain, comme tout le Nord-Charente. Plus particulièrement, le Callovien occupe la surface communale. La vallée de la Charente, à l'ouest, est couverte par des alluvions dont les plus anciennes ont formé une basse terrasse au bourg,,.
Le relief de la commune est celui d'un plateau descendant vers la vallée de la Charente qui occupe l'ouest. Le point culminant de la commune est à une altitude de 104 m, situé au sud-est du Vieil-Aunac. Le point le plus bas est à 64 m, situé le long de la Charente au sud, non loin de Moutonneau. Le bourg, situé dans la vallée, est à 75 m d'altitude.

### Hydrographie
La commune est arrosée à l'ouest par la Charente, qui passe au bourg. La commune est sur la rive gauche.
La Tiarde, petit ruisseau à sec en été et qui se jette dans le Son-Sonnette à Mouton, borde la commune à l'est.
Au pied du Vieil-Aunac, la Font des Grives donne naissance au Fontaniou, court affluent du fleuve qui longe le rebord sud de sa vallée,.

### Climat
Comme dans les trois quarts sud et ouest du département, le climat est océanique aquitain.

## Toponymie
Les formes anciennes sont Hanaco en 1330 et 1374, Hanado en 1376, Onaco (non daté) et Ounaco au XIVe siècle.
Selon Talbert, l'origine du nom d'Aunac remonterait à un personnage gallo-roman Aunus auquel est apposé le suffixe -acum, ce qui correspondrait au « domaine d'Aunus », et selon Dauzat, il proviendrait du latin alnus (aulne).

## Histoire
En 1250, Aubert du Chastenet, gentilhomme de Saint-Amant-de-Bonnieure, fonde une dynastie par mariage avec une noble dame d'Aunac qui sera établie jusqu'au XIVe siècle. Cette seigneurie, qui rend hommage aux La Rochefoucauld, passe par alliance aux Torsay. Guillaume de Torsay fut fait prisonnier des Anglais en 1423 et ne recouvre la liberté qu'après versement d'une pension. Sa fille unique épouse Guillaume de La Rochefoucauld, fils de Guy, seigneur de Barbezieux.
En 1477 Aunac fut érigé en châtellenie avec haute, moyenne et basse justice par lettres patentes du comte Charles d'Angoulême en faveur de Guillaume de La Rochefoucauld. Elle dépendait de la baronnie de Verteuil et comprenait les quatre paroisses d'Aunac, Saint-Front, Lichères et Chenommet.
La seigneurie d'Aunac passa aux mains de la famille de Voluire en 1491, par mariage de Marguerite de La Rochefoucauld avec Charles de Voluire, et elle y resta jusqu'en 1710, où elle passa aux de Villedon et en 1760 elle fut la propriété du comte de Saint-Pern, puis les Préveraud de Charbonnaud.
Le château d'Aunac, situé non loin du bourg, a été détruit en 1860 par son propriétaire. Il avait été construit par Guillaume de La Rochefoucauld à la fin du XVe siècle et possédait un donjon et deux tours, rondes à l'extérieur et carrées à l'intérieur,.
Avant la Première Guerre mondiale il y avait à Aunac une importante filature de laine dirigée par M. Fontanaud.

## Administration

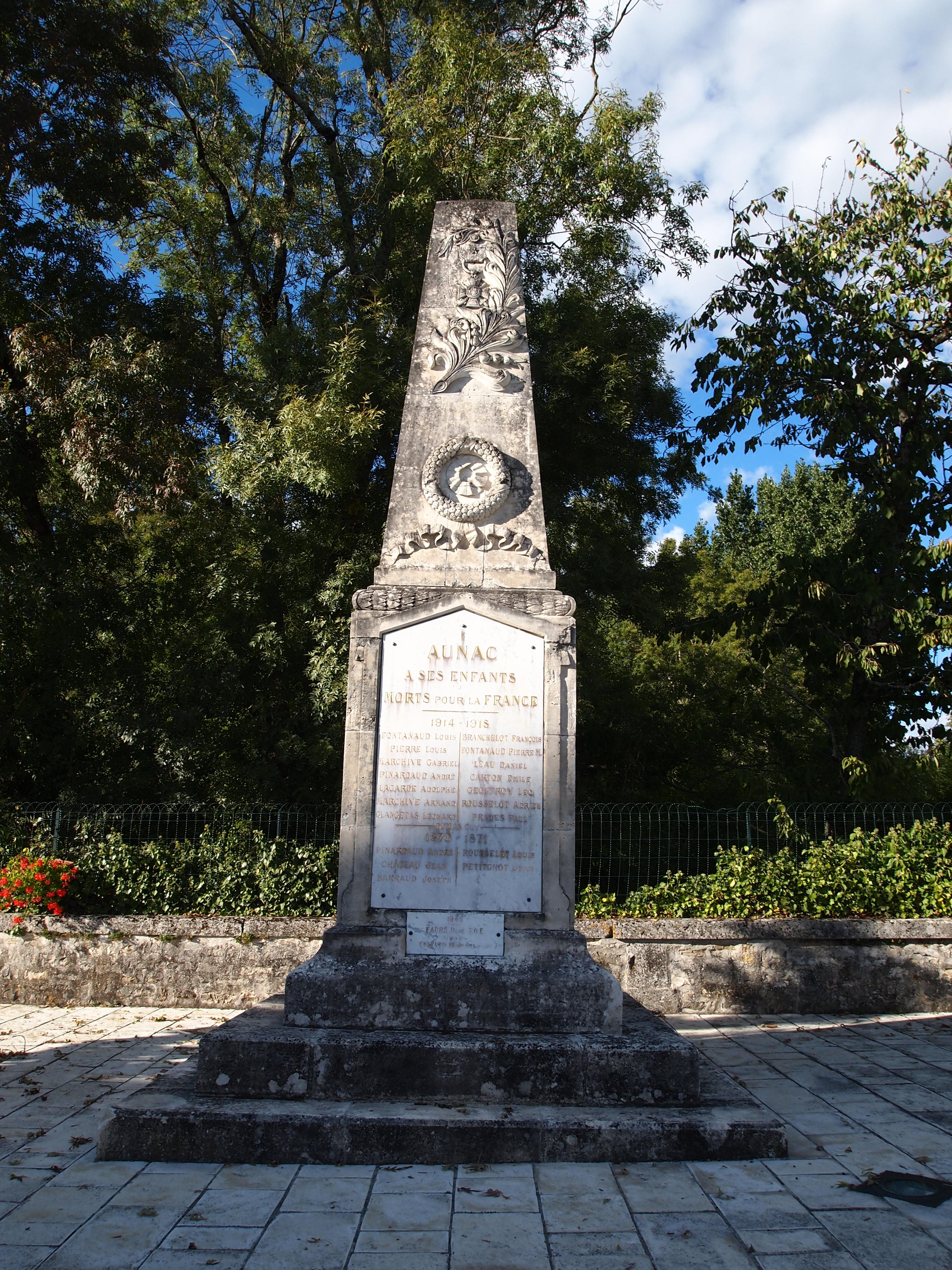
Monument aux morts d'Aunac.

| Période                                  | Période  | Identité             | Étiquette | Qualité               |
| ---------------------------------------- | -------- | -------------------- | --------- | --------------------- |
| depuis 2001                              | En cours | Anne-Marie Cheminade | SE        | Commerçante retraitée |
| Les données manquantes sont à compléter. |          |                      |           |                       |

## Démographie

### Évolution démographique
L'évolution du nombre d'habitants est connue à travers les recensements de la population effectués dans la commune depuis 1793. À partir du 1er janvier 2009, les populations légales des communes sont publiées annuellement dans le cadre d'un recensement qui repose désormais sur une collecte d'information annuelle, concernant successivement tous les territoires communaux au cours d'une période de cinq ans. 
Pour les communes de moins de 10 000 habitants, une enquête de recensement portant sur toute la population est réalisée tous les cinq ans, les populations légales des années intermédiaires étant quant à elles estimées par interpolation ou extrapolation. Pour la commune, le premier recensement exhaustif entrant dans le cadre du nouveau dispositif a été réalisé en 2008,.
En 2014, la commune comptait 337 habitants, en évolution de −4,53 % par rapport à 2009 (Charente : +0,65 %, France hors Mayotte : +2,49 %).
| 1793 | 1800 | 1806 | 1821 | 1831 | 1841 | 1846 | 1851 | 1856 |
| ---- | ---- | ---- | ---- | ---- | ---- | ---- | ---- | ---- |
| 348  | 381  | 332  | 313  | 446  | 441  | 506  | 527  | 537  |

| 1861 | 1866 | 1872 | 1876 | 1881 | 1886 | 1891 | 1896 | 1901 |
| ---- | ---- | ---- | ---- | ---- | ---- | ---- | ---- | ---- |
| 504  | 464  | 502  | 503  | 505  | 519  | 530  | 452  | 431  |

| 1906 | 1911 | 1921 | 1926 | 1931 | 1936 | 1946 | 1954 | 1962 |
| ---- | ---- | ---- | ---- | ---- | ---- | ---- | ---- | ---- |
| 439  | 409  | 348  | 352  | 354  | 388  | 337  | 317  | 340  |

| 1968 | 1975 | 1982 | 1990 | 1999 | 2008 | 2013 | 2014 | - |
| ---- | ---- | ---- | ---- | ---- | ---- | ---- | ---- | - |
| 318  | 317  | 327  | 292  | 297  | 346  | 335  | 337  | - |

### Pyramide des âges
| Hommes | Classe d’âge | Femmes |
| ------ | ------------ | ------ |
| 0,0    | 90 ans ou +  | 0,6    |
| 10,2   | 75 à 89 ans  | 15,0   |
| 17,5   | 60 à 74 ans  | 17,8   |
| 21,1   | 45 à 59 ans  | 17,2   |
| 17,5   | 30 à 44 ans  | 21,1   |
| 14,5   | 15 à 29 ans  | 13,3   |
| 19,3   | 0 à 14 ans   | 15,0   |

| Hommes | Classe d’âge | Femmes |
| ------ | ------------ | ------ |
| 0,5    | 90 ans ou +  | 1,6    |
| 8,2    | 75 à 89 ans  | 11,8   |
| 15,2   | 60 à 74 ans  | 15,8   |
| 22,3   | 45 à 59 ans  | 21,5   |
| 20,0   | 30 à 44 ans  | 19,2   |
| 16,7   | 15 à 29 ans  | 14,7   |
| 17,1   | 0 à 14 ans   | 15,4   |

## Économie

### Agriculture
La viticulture occupe une petite partie de l'activité agricole. La commune est située dans les Bons Bois, dans la zone d'appellation d'origine contrôlée du cognac.

## Équipements, services et vie locale

### Enseignement
Aunac possède une école primaire 
comprenant quatre classes. Le secteur du collège est Mansle.

## Lieux et monuments

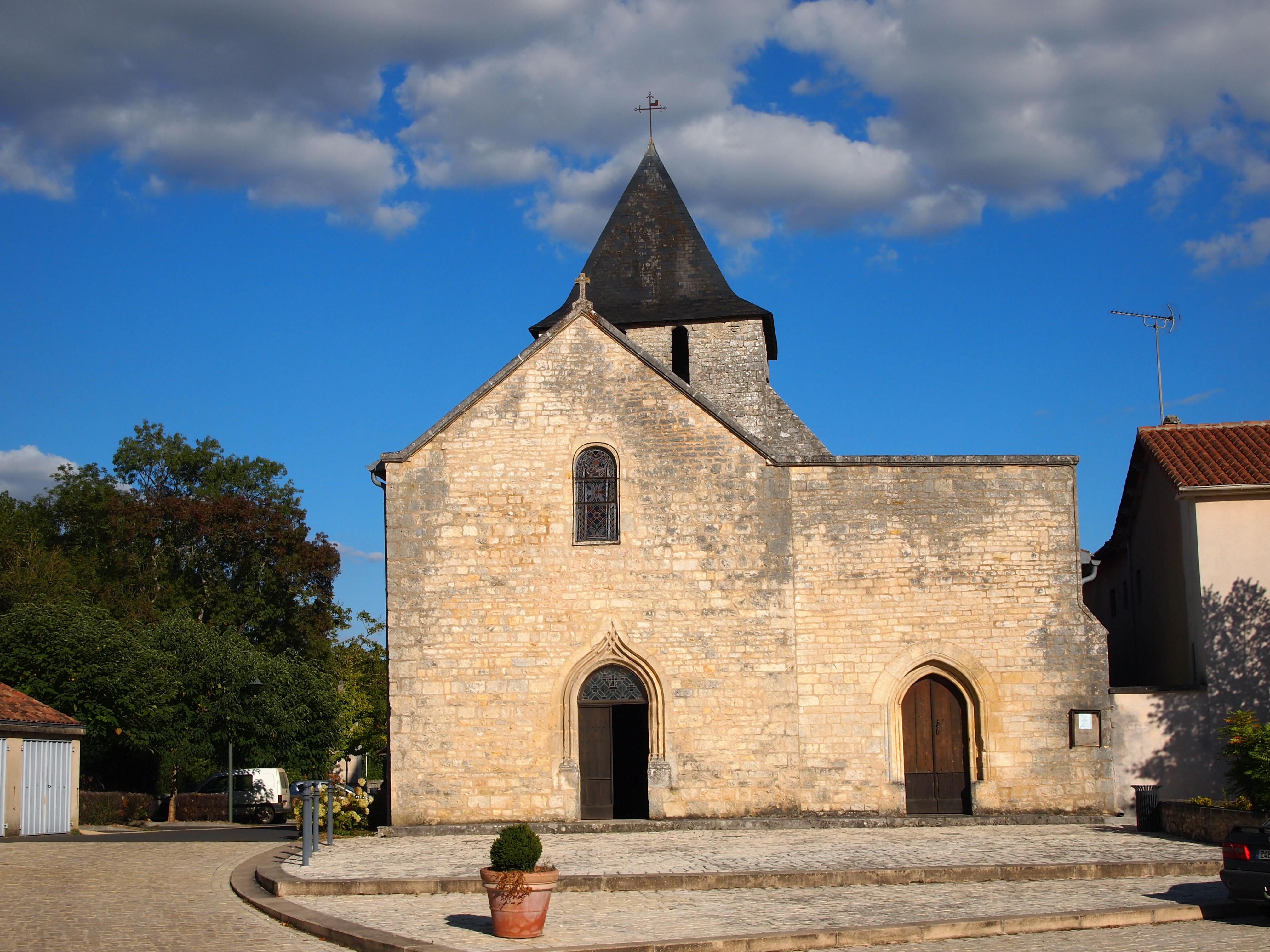
L'église Saint-Sixte.

L'église paroissiale Saint-Sixte est d'origine romane et dépendait de l'archidiaconé d'Angoulême. Elle fut ruinée lors des guerres de religion et ne fut restaurée qu'à la fin du XVIIe siècle. Sa façade est percée de deux portes, l'une correspondant au bas-côté. Sa cloche, refondue, fut baptisée en 1874 par l'abbé Nanglard.